# Triclioscelis salti
Triclioscelis salti là một loài ruồi trong họ Asilidae. Triclioscelis salti được Curran miêu tả năm 1931. Loài này phân bố ở vùng Tân nhiệt đới.